# Sonogno
Sonogno (in dialetto ticinese Senögn) è una frazione di 87 abitanti del comune svizzero di Verzasca, nel Canton Ticino, nel distretto di Locarno.

## Geografia fisica
Sonogno è l'ultimo insediamento della valle Verzasca, con un territorio molto vasto.

## Storia
Nel 1411 citato come Senogio, il comune era stato istituito nel 1843 con la divisione del comune soppresso di Frasco-Sonogno nei nuovi comuni di Frasco e Sonogno.

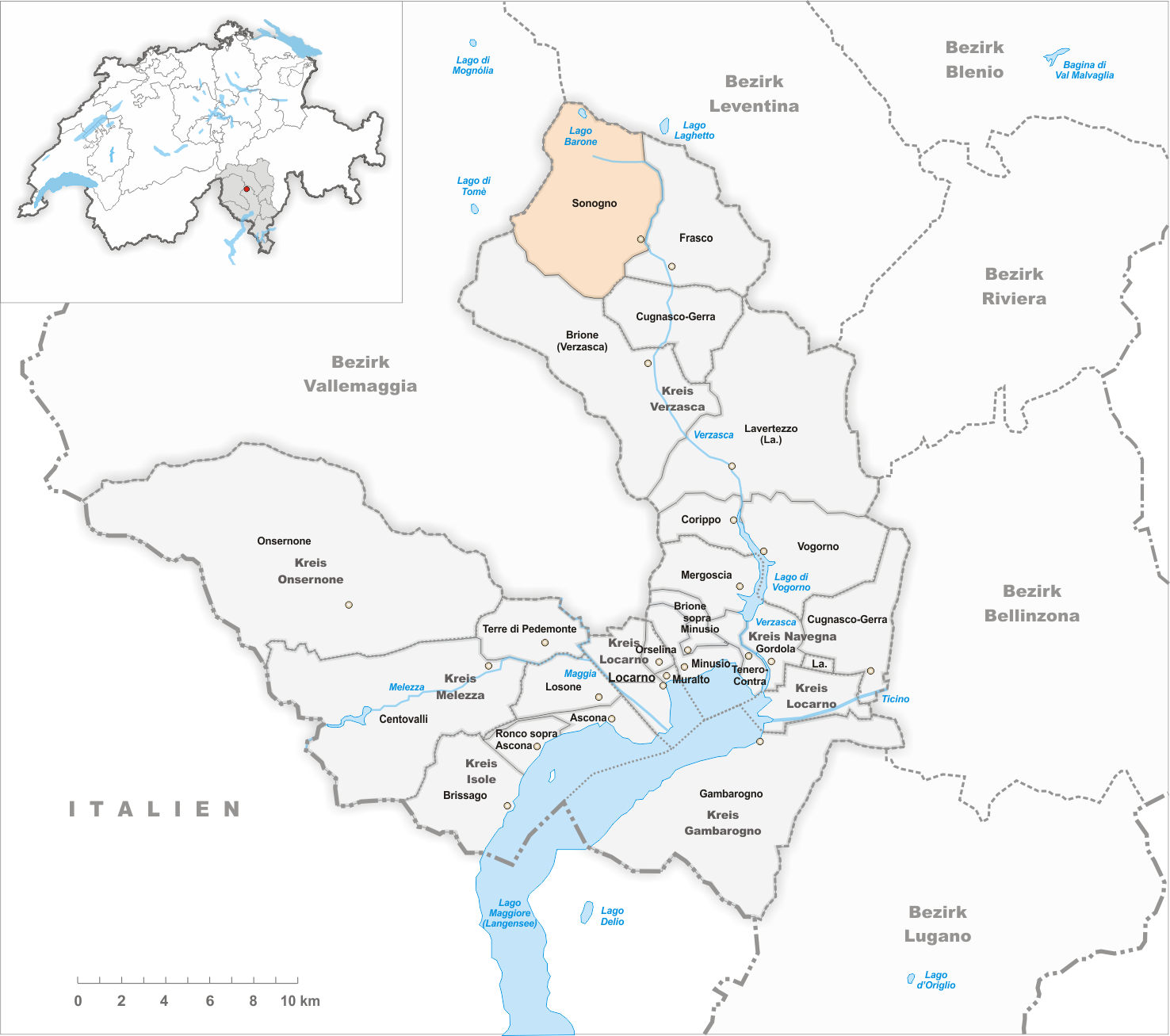
Mappa dell'ex comune di Sonogno

La popolazione è stata soggetta a una forte emigrazione, tanto che il Consiglio di Stato della Repubblica e Cantone Ticino nel 1882 concesse il permesso al municipio di Sonogno di tenere delle sedute straordinarie a Gordola, dove molti sonognesi abitavano per lunghi periodi dell'anno.
Nell'inverno 1950-1951, diverse località di Sonogno furono colpite da fenomeni valangari che danneggiarono alcuni edifici.
Nel 2020 il comune di Sonogno perse la sua autonomia confluendo nel nuovo comune di Verzasca. 

## Monumenti e luoghi d'interesse

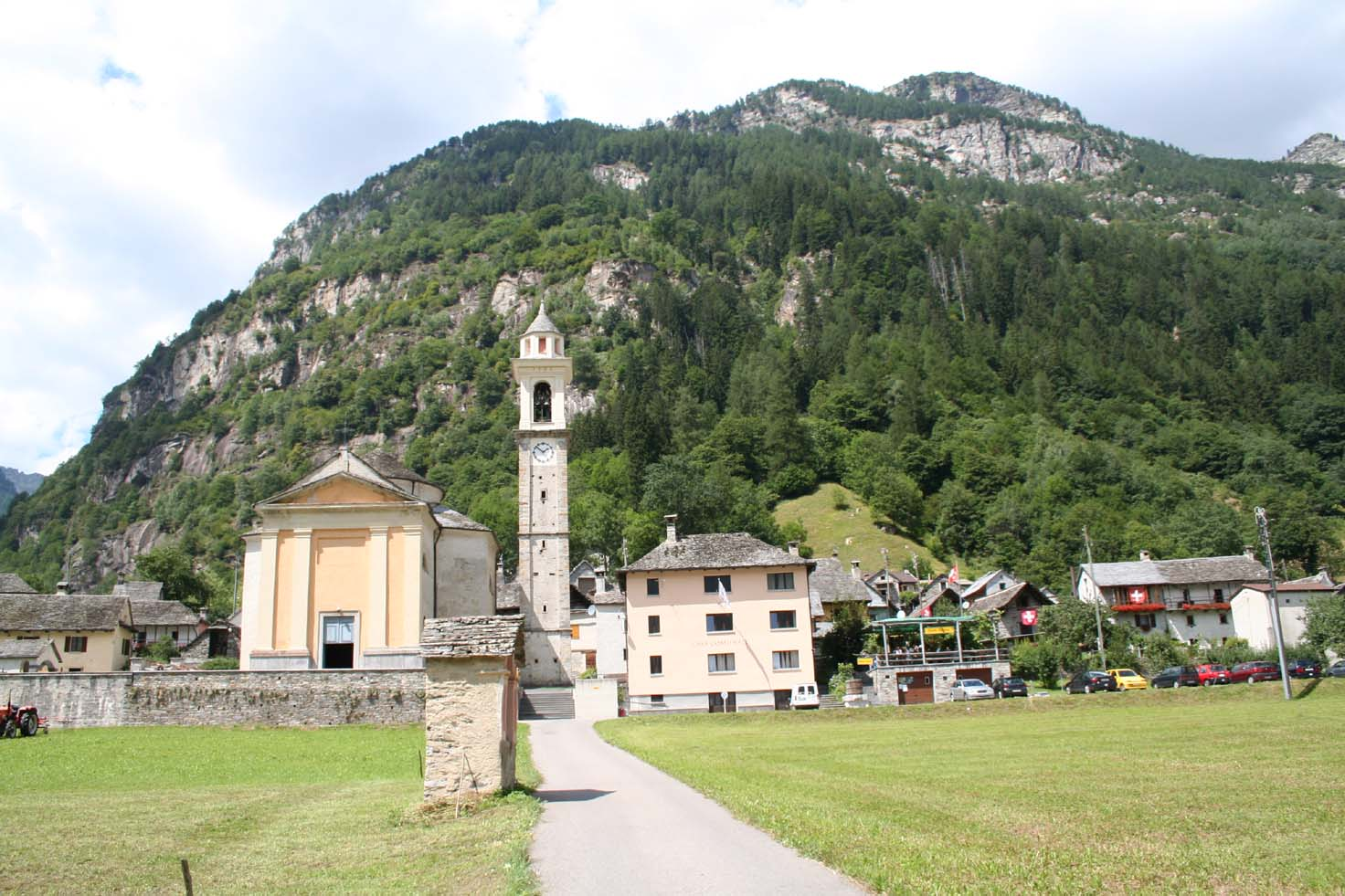
La Chiesa parrocchiale di Santa Maria Lauretana e un'edicola votiva

- Chiesa parrocchiale di Santa Maria Lauretana, attestata dal 1519[1];
- Cappella della Piana con l'affresco Incontro di Gesù con la Madre, del XVIII secolo[senza fonte];
- Affreschi su case rurali o edicole votive: Madonna col Bambino, Madonna, Madonna di Einsiedeln col Bambino e Santi, Giudizio Universale, Gesù, la Madonna e Santi, Battesimo di Gesù nel Giordano, Madonna col Bambino e il paese di Sonogno[senza fonte];
- Cimitero e canonica[senza fonte];
- Casa comunale, del 1850[senza fonte];
- Casa Genardini[senza fonte], dal 1974 Museo di Val Verzasca[1];
- Piazza nuova, progettata nel 2016 da Enrico Sassi[senza fonte];
- Capanna Barone[3];
- Capanna Cognora[4].

## Società

### Evoluzione demografica
L'evoluzione demografica è riportata nella seguente tabella:
Abitanti censiti

## Amministrazione
Ogni famiglia originaria del luogo faceva parte del cosiddetto comune patriziale e aveva la responsabilità della manutenzione di ogni bene ricadente all'interno dei confini del comune.

### Gemellaggi
- Ternengo[7]